# Бедарье

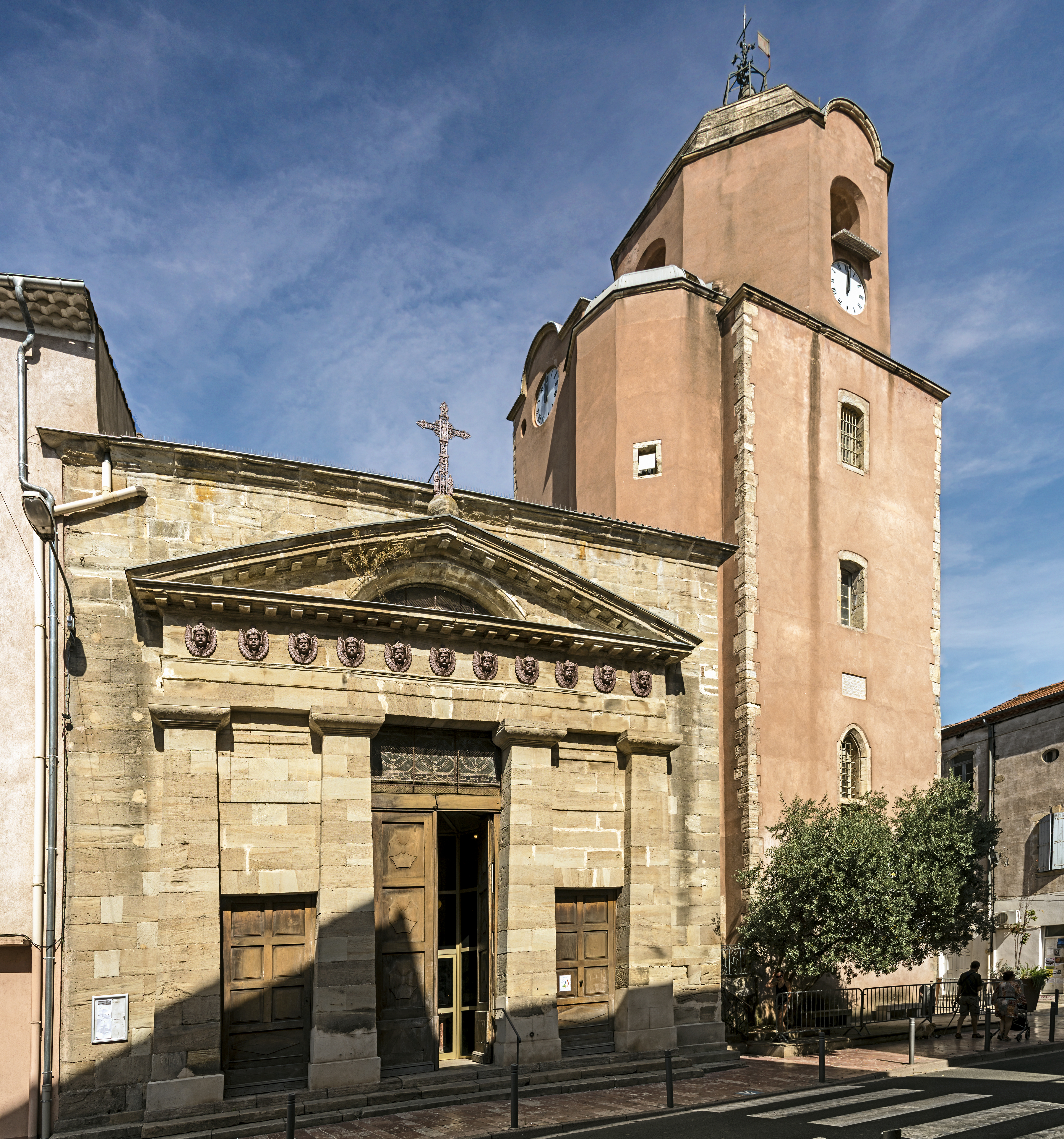

Бедарье́ (фр. Bédarieux, окс. Bedarius) — коммуна региона Окситания департамента Эро во Франции.
Бедарье расположен в исторической области Лангедок (Окситания), примерно в 590 км южнее столицы государства — Парижа и в 60 км на запад от Монпелье.

## Демография
Население Бедарье составляет 6637 жителей (2008).

## Города-побратимы
- Лойткирх-им-Алльгой, Германия (1982)
- Меденин, Тунис (1999)
- Уарзазат, Марокко (2008)

## Известные уроженцы

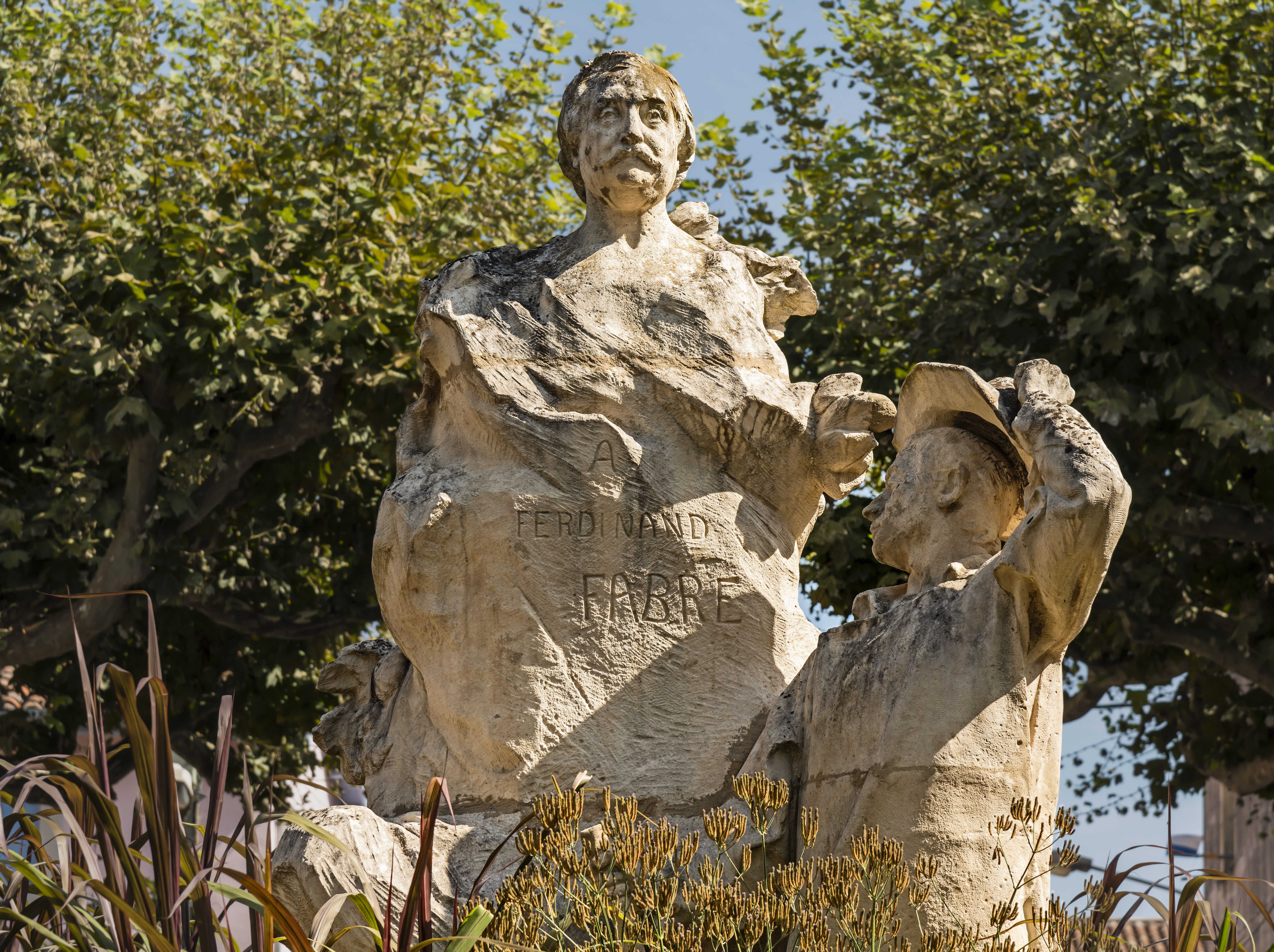
Памятник Фердинанду Фабру в Бедарье

- Фабр, Фердинанд (1827—1898) — французский поэт и романист.
- Кот, Пьер Огюст (1837—1883) — французский художник.
- Кандела, Венсан (род. 1973) — французский футболист